# پل کرخه
این پل که به نام‌های «پل نادری» و «پی پل» هم نامیده می‌شود، مقابل پاسگاه ژاندارمری کرخه و در شمال پل آهنی قرار گرفته‌است. این بنا ۱۰ کیلومتری اندیمشک و در جاده اندیمشک - دهلران قرار دارد و آثار یک دهانه، یک پایه قطور به عنوان پایه پل با ملاط گچ و تخته سنگهای تراشیده و چند دیواره که طاق پل را تشکیل می‌داده‌است، در این محل وجود دارد. اهمیت تاریخی آن به خاطر ارتباط غیرقابل تردیدی است که با آثار«ایوان کرخه» داشته‌است. گمان می‌رود که محلی برای تأسیسات ارتباطی منطقه شمالی و سرچشمه‌های «رود کرخه» با «ایوان کرخه» بوده‌است.

## منبع
سازمان حفظ و نشر دفاع مقدس 